# Heinrich Tønnies

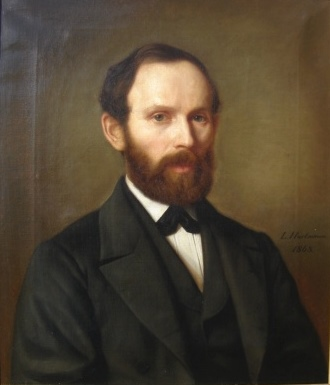
Heinrich Tönnies (Ölbild von Leopold Hartmann, 1868)

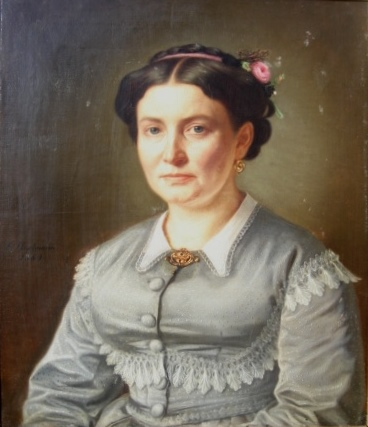
Friedericke Caroline Emma Tönnies, geb. Müller, 1869, von Leopold Hartmann

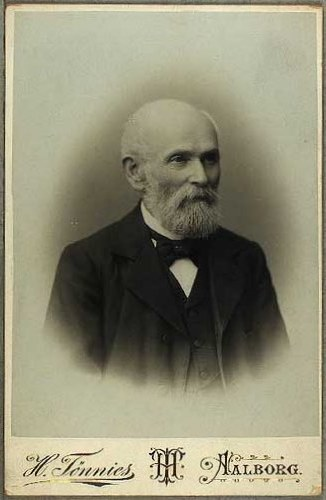
Selbstporträt von Heinrich Tönnies

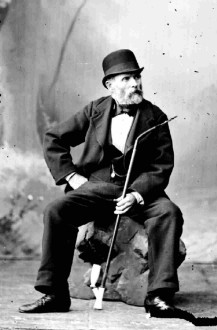
Selbstporträt von Heinrich Tönnies

Heinrich Tønnies, auch Johan Georg Heinrich Ludwig Tönnies (* 10. Mai 1825 in Grünenplan, Braunschweig; † 11. Dezember 1903 in Aalborg) war ein in Deutschland geborener, dänischer Fotograf.

## Lebensweg
Tønnies war zunächst, wie sein Vater, in der Glasindustrie tätig, und zwar als Glasmaler und -schneider. Er arbeitete in seinem Heimatland, dem Herzogtum Braunschweig, sowie im Ruhrgebiet. 1847 ging Tønnies nach Dänemark. wo er zunächst in Konradsminde, nahe Norlund, als Porzellanmaler und Glasschleifer tätig war.
Im Jahr 1853 heiratete Heinrich Tønnies in Grünenplan Emma Müller. Das Paar bekam drei Kinder:
1. Ida Tønnies,
2. Emil Tønnies (geb. 1. Mai 1860 in Aalborg; gest. 24. März 1923)[2] und
3. Emma Tønnies.[3]

Die Fotografin Lili Tønnies (geb. 1888) war eine Enkelin von Heinrich und Emma Tønnies.
1855 ging Heinrich Tønnies nach Aalborg in eine Glasfabrik. Dort in Aalborg lernte er den aus Berlin stammenden Fotografen Carl Fritsche (geb. 1830 in Berlin) kennen und gewann einen Einblick in dessen Tätigkeit als Fotograf. Tønnies ging kurzzeitig nach Berlin, wo er bei dem Hoffotografen Carl Suck weitere Fotografiekenntnisse erwarb.
Nach seiner Rückkehr nach Aalborg im Herbst 1856 kaufte Tønnies am 9. Dezember 1856 das Fotoatelier von Carl Fritsche, der sich noch im selben Jahr in Hamburg niederließ.
Tønnies führte in Aalborg Porträtfotos im – anderorts bereits populären – carte-de-visite-Format ein. Damit erzielte er einen großen geschäftlichen Erfolg. Einen Teil seiner Erlöse investierte er in modernere Kameras und in die Verbesserung seiner Studio-Ausstattung. So erwarb er unter anderem eine Voigtländer-Kamera mit einem lichtstarken Objektiv mit 16 cm Durchmesser, die seit 1865 in Braunschweig hergestellt wurden. Die 50 × 60 cm großen Negative, die damit aufgenommen werden konnten, lieferten zur damaligen Zeit, in der Vergrößerungen noch weitgehend unbekannt waren, entsprechend große und detailreiche Abzüge.
Im November 1857 hielt Tønnies sich erneut in Berlin auf, wo er ein bestimmtes Verfahren erlernte, Fotos im Carte de visite-Format aufzunehmen.
Sein Studio hatte Tønnies zunächst in der Algade 7. Der Aalborger Fotograf Axel Jens From-Løvstrøm (1898-1933) übernahm 1898 das ursprüngliche Atelier von Heinrich Tønnies in der Algade 7. From-Løvstrøm war unter anderem bei dem Hoffotografen Oscar Roloff in Berlin ausgebildet worden.
1880 baute er ein dreistöckiges Atelier, das größte je in Skandinavien gebaute.
Tønnies nahm in den 1860er Jahren eine große Anzahl von Fotografien von Aalborg auf, etwa Stadtansichten, Gebäude, Straßenszenen. Aalborg wurde dadurch zu einer der am besten dokumentierten Städte Dänemarks in dieser Zeit. Tønnies' Bilder wurden wie Ansichtskarten verkauft; sie dienten auch als Vorlagen für Lithografien in illustrierten Zeitschriften. Seine Arbeiten brachten Tønnies 1874 einen wichtigen Auftrag der Dänischen Staatsbahnen ein: Er sollte alle Phasen des damals größten Bauprojekts in Dänemark, den Bau einer Eisenbahnbrücke über den Limfjord in Nordjütland, detailliert fotografieren. Zum Bau der Brücke wurden Fachkräfte aus Frankreich und Italien angeworben. Tønnies fotografierte die Arbeiter, die Bilder nach Hause schicken wollten; oft in ihrer Arbeitskleidung und manchmal mit ihren Werkzeugen.
In seinem fotografischen Stil war Tønnies seinen skandinavischen Kollegen meist ein wenig voraus, da er durch Carl Suck, Hoffotograf in Berlin, bei dem er gelernt hatte, direkte Verbindungen nach Berlin hatte.
Trotz der umfangreichen Produktion, die an Feiertagen 350 Porträts pro Tag übersteigen konnte, widmeten Tønnies und seine zeitweise bis zu 15 Mitarbeiter jedem Bild einige Sorgfalt. Sie arbeiteten stets auf dem aktuellen Stand der Technik.
In Tønnies' Aalborger Studio wurden in den Jahren von 1839 bis etwa 1856 Daguerreotypien aufgenommen, von 1856 bis etwa 1885 verwendete Tønnies Nasskollodium-Platten. Tønnies ging schon früh vom Nasskollodiumverfahren zu Trockenplatten über und begann Ende der 1870er Jahre, Trockenplatten nach dem Verfahren von Johann Baptist Obernetter (1840–1887) herzustellen und an andere Fotografen zu verkaufen.
1870 wurde Heinrich Tønnies dänischer Staatsbürger.
Die US-amerikanischen Mormonen-Missionare Erastus Fairbanks Snow, Peter O. Hansen und George P. Dykes begannen im Jahr 1850 mit der Gründung mormonischer Gemeinden in Dänemark. 1851 wurde das Buch Mormon in die dänische Sprache übersetzt. Viele der frühen Konvertiten (bis zu 17.000) wanderten nach Utah aus. Motiv hierfür war u. a., der antimormonischen Haltung vieler Dänen zu entkommen und der Einberufung in die dänische Armee während des Schleswig-holsteinischen Kriegs von 1848 bis 1851 („Treårskrigen“) zu entgehen. Tønnies machte von schätzungsweise rund 2.000 dänischen Mormonen vor deren Auswanderung in die USA Porträtaufnahmen. In der „Heinrich Tönnies Collection“ der Bibliothek der mormonischen Brigham Young University (BYU) in Provo, Utah, werden 498 Fotografen dänischer Mormonen von Tønnies aufbewahrt.
Das Atelier Tønnies leitete Heinrich Tønnies bis zu seinem Tod im Jahr 1903; danach wurde es von seinen Nachfahren noch bis 1969 fortgeführt.
Das Stadtarchiv Aalborg besitzt in seiner Fotosammlung zahlreiche Fotos von Heinrich Tønnies.